# 華沙波蘭人足球俱樂部
華沙波蘭人足球俱樂部（波蘭語：Polonia Warszawa）是波蘭的一家足球俱樂部。此外也有籃球隊。俱樂部位於波蘭首都華沙。設立于1911年，是華沙歷史最長的足球俱樂部。

## 榮譽
- 波蘭足球甲級聯賽
  - 冠軍 (2)：1946年、1999/2000年；

- 波蘭超級盃
  - 冠軍 (1)：2000年；

- 波蘭盃
  - 亞軍 (2)：1951/52年、2000/01年；

- 波蘭聯賽盃
  - 冠軍 (1)：1999/2000年；

## 参效力过的著名球员
- 马尔钦·巴什琴斯基
- 埃曼努埃尔·奥利萨德贝
- 尤泽比乌兹·斯莫拉雷克

## 外部連結
- Official website
- Wielka Polonia website （页面存档备份，存于）
- Polonia OnLine website （页面存档备份，存于）
- KSP Polonia Warszawa Sportowa Spółka Akcyjna （页面存档备份，存于）